# Bazylika Narodzenia Najświętszej Maryi Panny w Pszowie
Bazylika Narodzenia Najświętszej Maryi Panny – rzymskokatolicki kościół parafialny i bazylika mniejsza w mieście Pszów. Mieści się przy ulicy Bohaterów Westerplatte, należy do Parafii Narodzenia Najświętszej Maryi Panny.

## Historia
Kościół pod wezwaniem Niepokalanego Poczęcia Najświętszej Maryi Panny budowano w latach 1743–1747. Architektem był Friedrich Gans z Karniowa. W 1750 w prezbiterium zamontowano ołtarz główny, w którym umieszczono cudowny obraz Matki Bożej Pszowskiej. W latach 1847–1848 została wybudowana pierwsza wieża, a w latach 1849–1850 druga. W 1862 nastąpiła konsekracja świątyni pod wezwaniem Narodzenia Najświętszej Maryi Panny. W latach 1877, 1900 i 1923 kościół był malowany. W latach 1908–1909 na wieżach zostały zamontowane nowe hełmy. W 1997 r. świątynię ogłoszono bazyliką mniejszą przez papieża Jana Pawła II.

## Obraz Matki Bożej Uśmiechniętej w Pszowie

### Początki kultu
Obraz Pani Uśmiechniętej, bo tak też nazywany jest obraz Matki Bożej Pszowskiej, jest olejną kopią obrazu Matki Bożej Częstochowskiej. Pojawił się on w Pszowie dzięki jednej z corocznych pielgrzymek, na jaką wybrali się mieszkańcy Pszowa na czele ze swoim wikarym Janem Franciszkiem Niemczykiem w 1722 r. Będąc w Częstochowie zakupili kopię obrazu MB Częstochowskiej, który był wykonany obustronnie na płótnie. Na odwrocie widniał wizerunek św. Jadwigi Śląskiej – patronki historycznego Śląska. Ówczesnym zwyczajem został on poświęcony poprzez potarcie o oryginał, jak wówczas powszechnie czyniono. Obraz został zwinięty w rulon i tak przyniesiony do Pszowa. Po powrocie pątnicy podarowali obraz księdzu proboszczowi Grzegorzowi Puncoszkowi. Gdy ten rozwinął płótno, okazało się, że jest w poważnym stopniu uszkodzone, dlatego przez jakiś czas przeleżało bezpiecznie w zakrystii, a następnie obraz został oddany do renowacji i obramowania wodzisławskiemu malarzowi artyście Fryderykowi Siedleckiemu. Wielkim zaskoczeniem okazał się wynik owej renowacji, gdyż artysta postanowił nadać Madonnie nieco słowiańskiej urody i rozjaśnić jej oblicze, w taki sposób, że nie za bardzo przypominała Madonnę z Częstochowy. I tak w 1723 w uroczystość odpustową wodzisławskiej parafii, na Matki Bożej Szkaplerznej, obraz został poświęcony przez księdza dziekana wodzisławskiego Pawła Józefa Mizię i w uroczystej procesji przyniesiony do pszowskiego kościoła, po czym zawieszony został na bocznym filarze, a w czasie różnych procesji służył jako feretron. Podczas tej wspólnej procesji mieszkańców Wodzisławia i Pszowa, na granicy tych dwóch miast (w Kokoszycach) złożono uroczyste ślubowanie, iż już zawsze parafianie z Wodzisławia będą przychodzić do Pszowa na święto Narodzenia NMP, natomiast parafianie z Pszowa przybywać do Wodzisławia na odpust Matki Boskiej Szkaplerznej. Na pamiątkę tego ślubowania wybudowano w Kokoszycach w 1726 murowaną kapliczkę z obrazem MB Częstochowskiej.

### Kult religijny
Wewnątrz kościoła znajduje się cudowny obraz Matki Bożej Pszowskiej (nazywany również obrazem Pani Uśmiechniętej) – znany z cudownych uzdrowień. Jest olejną kopią obrazu Matki Bożej Częstochowskiej.

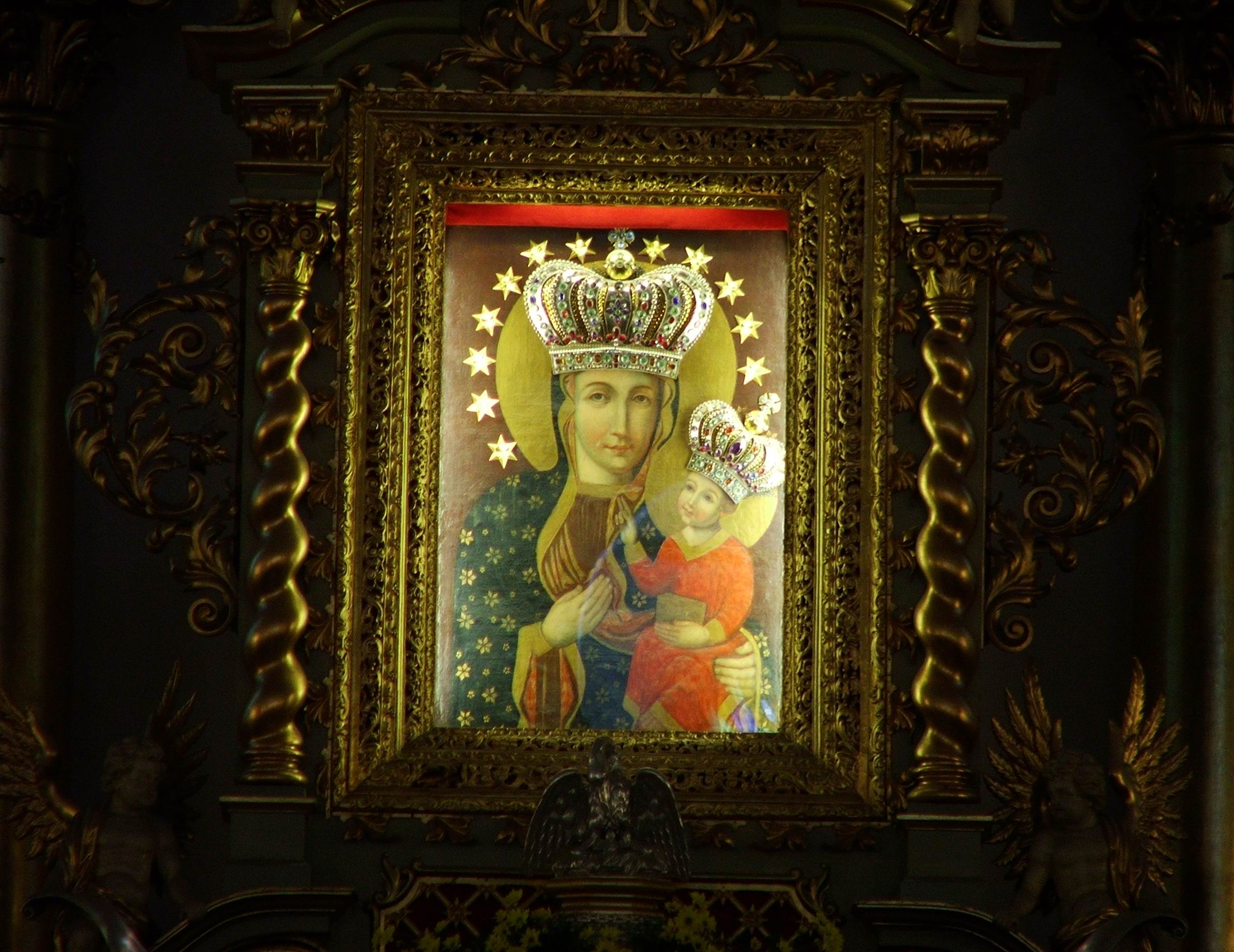
Obraz Uśmiechniętej Pani w ołtarzu głównym

Z początku obraz był otaczany kultem miejscowej ludności i duchowieństwa. Jednak w latach 1727-28 znany był już w całej okolicy, dzięki wielu cudownym uzdrowieniom, o czym świadczą pierwsze wota, właśnie z tego okresu. Ważnym przełomem w rozwoju kultu Pani Pszowskiej okazała się Biała Niedziela 4 kwietnia 1728 r. Archiwum parafialne podaje, że od Wielkanocy, 28 marca aż do 14 maja obraz nawiedziło 4000 pątników z terenu Dolnego i Górnego Śląska, Polski i Moraw, spowiadali się i przyjmowali Komunię Świętą. Taka kolej rzeczy wymagała zatwierdzenia kultu, o co zwrócił się z prośbą kolator pszowskiego kościoła baron Jan Bernard Welczek do Wikariatu Generalnego we Wrocławiu. W latach 1729–30 Komisja Biskupia (biskupstwo wrocławskie) przeprowadziła trzy procesy, podczas których ludzie doświadczeni łaską za przyczyną Pszowskiej Madonny składali swoje świadectwa. W wyniku procesu zezwolono na zawieszenie obrazu w bocznym ołtarzu, jednak na razie bez ogłaszania, że jest to obraz łaskami słynący (gratiosa aut miraculosa). Uroczystego aktu tego postanowienia i jednocześnie koronacji prywatnej złotymi koronami wykonanymi przez złotnika Bernarda Like z Raciborza, dokonał opat cystersów z Rud Raciborskich Rudolf de Strachwitz w lipcu 1732 roku.

### Wota
W krótkim czasie na obrazie zawisło wiele wotów jako wyraz wdzięczności dla Pszowskiej Pani. Jednak przeważająca ich część została skonfiskowana przez władze pruskie w 1809. Po kasacie klasztoru w Rudach o. Bernard Galbierz – cysterski opat, ofiarował złoty krzyż opacki bogato zdobiony drogimi kamieniami, a także swój pierścień prałacki, co zapoczątkowało nową „falę” wotów. Jednak w 1976 i te zostały odebrane Pszowskiej Madonnie przez złodziei wraz ze złotymi koronami. Dlatego też 9 września 1979 r. nastąpiła druga koronacja, koronami poświęconymi przez Ojca Świętego, Jana Pawła II, podczas Jego pierwszej pielgrzymki do Polski. W koronacji tej brało udział 4 biskupów, 300 księży i ok. 10 000 wiernych. Jednakże w dziesięć lat po koronacji, dochodzi do kolejnej kradzieży, ale korony szczęśliwie zostają znalezione i po raz kolejny zawieszone na skroni Pszowskiej Pani 9 września 1990 roku przez bpa Damiana Zimonia. 8 września 2002 roku dochodzi do kolejnej koronacji, tym razem NOMINE ET AUCTORITATE IPSIUS SUMMI PONTIFICIS (zostały nałożone korony w imieniu samego Papieża na podstawie specjalnego pisma stosownej watykańskiej kongregacji. Korony te poświęcił w 1979 na Jasnej Górze Jan Paweł II, której dokonuje abp Damian Zimoń.
Także jako wyraz wdzięczności i kultu, powstawały pieśni na cześć Pani Uśmiechniętej. Najstarsza zachowała się w śpiewniku wydanym w 1836 r. w Raciborzu. Natomiast ciągle powstają nowe pieśni na miarę czasów, w których przyszło żyć czcicielom Pszowskiej Pani.

### Ruch pielgrzymkowy
W XIX w. ruch pielgrzymkowy do sanktuarium maryjnego nasilał się. Właśnie dla pielgrzymów w 1855 na placu kościelnym zbudowano stacje Drogi Krzyżowej, a w latach 1915–1929 zbudowano w lesie odległym o 2 km od kościoła Kalwarię z 14 murowanymi kaplicami. W 1924 parafię pszowską wyłączono z dekanatu wodzisławskiego, a w Pszowie utworzono nowy dekanat pszowski, którego bazylika stała się siedzibą. W czasie okupacji 1939-1945 r. zakazano wszelkich pielgrzymek, jak również głoszenia kazań w języku polskim. Po tym okresie na odpust NNMP w 1945 przybyło do Pszowa ok. 50 000 pątników. Natomiast w 1968 Pani Uśmiechniętej przybył pokłonić się ks. kardynał Karol Wojtyła, późniejszy papież Jan Paweł II. Dzisiaj pszowskie sanktuarium jest jednym z 5 sanktuariów maryjnych w archidiecezji katowickiej, które uroczystości odpustowe obchodzi w II niedzielę września – Narodzenia NMP; oraz ostatnią niedzielę czerwca – św.św. Apostołów Piotra i Pawła. 7 czerwca 1997 roku decyzją Kongregacji Kultu Bożego i Dyscypliny Sakramentów kościołowi został nadany tytuł bazyliki mniejszej, a 7 października 2002 roku dekretem abpa Damiana Zimonia ustanowiono Sanktuarium Matki Bożej Uśmiechniętej.
W kościele znajduje się tablica upamiętniająca wizytę ks. kard. Karola Wojtyły późniejszego papieża Jana Pawła II.

## Budowa kościoła

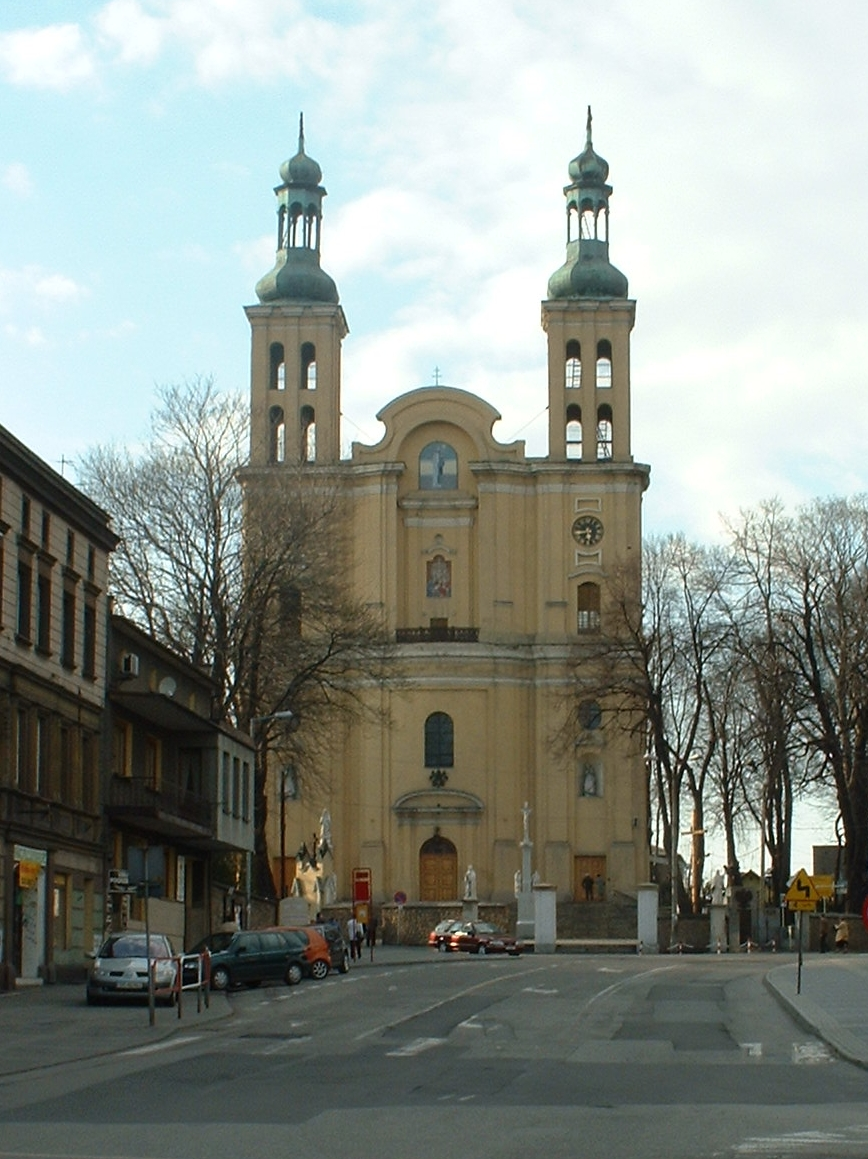
Bazylika w Pszowie

Kiedy nieduży kościół pw. Wszystkich Świętych nie był w stanie pomieścić licznych przybyszów w 1743 r. podjęto decyzję o budowie nowego kościoła według projektu mistrza murarskiego Georga Friedricha Gansa z Karniowa, a który ukończono w 1747 i we wrześniu tego samego roku poświęcono nadając mu tytuł Narodzenia Najświętszej Maryi Panny. Natomiast uroczystego poświęcenia głównego ołtarza, na którym został powieszony obraz Pszowskiej Madonny dokonał w 1750 bp Philipp Gotthard von Schaffgotsch. Ukoronowaniem tych wyjątkowych wydarzeń było brewe papieża Piusa VI z 3 lipca 1795 roku; na mocy którego kościół pszowski został obdarzony łaską wieczystego i powszechnego odpustu zupełnego dla wszystkich odwiedzających i modlących się w tym świętym miejscu.
Budowa kościoła w momencie, kiedy doszło do umieszczenia obrazu w głównym ołtarzu w 1750, nie była jeszcze ukończona, gdyż fasada nie posiadała jeszcze wież przewidzianych w planach. Jednak te wszystkie braki w dobie kryzysu ekonomicznego zostały zniwelowane dzięki ofiarności pątników, parafian i ruchowi abstynenckiemu, szerzonemu przez piekarskiego proboszcza Alojzego Ficka. Całkowicie ukończoną świątynię konsekrował 14 września 1862 roku sufragan wrocławski ks. bp Adrian Włodarski.

### Organy w bazylice

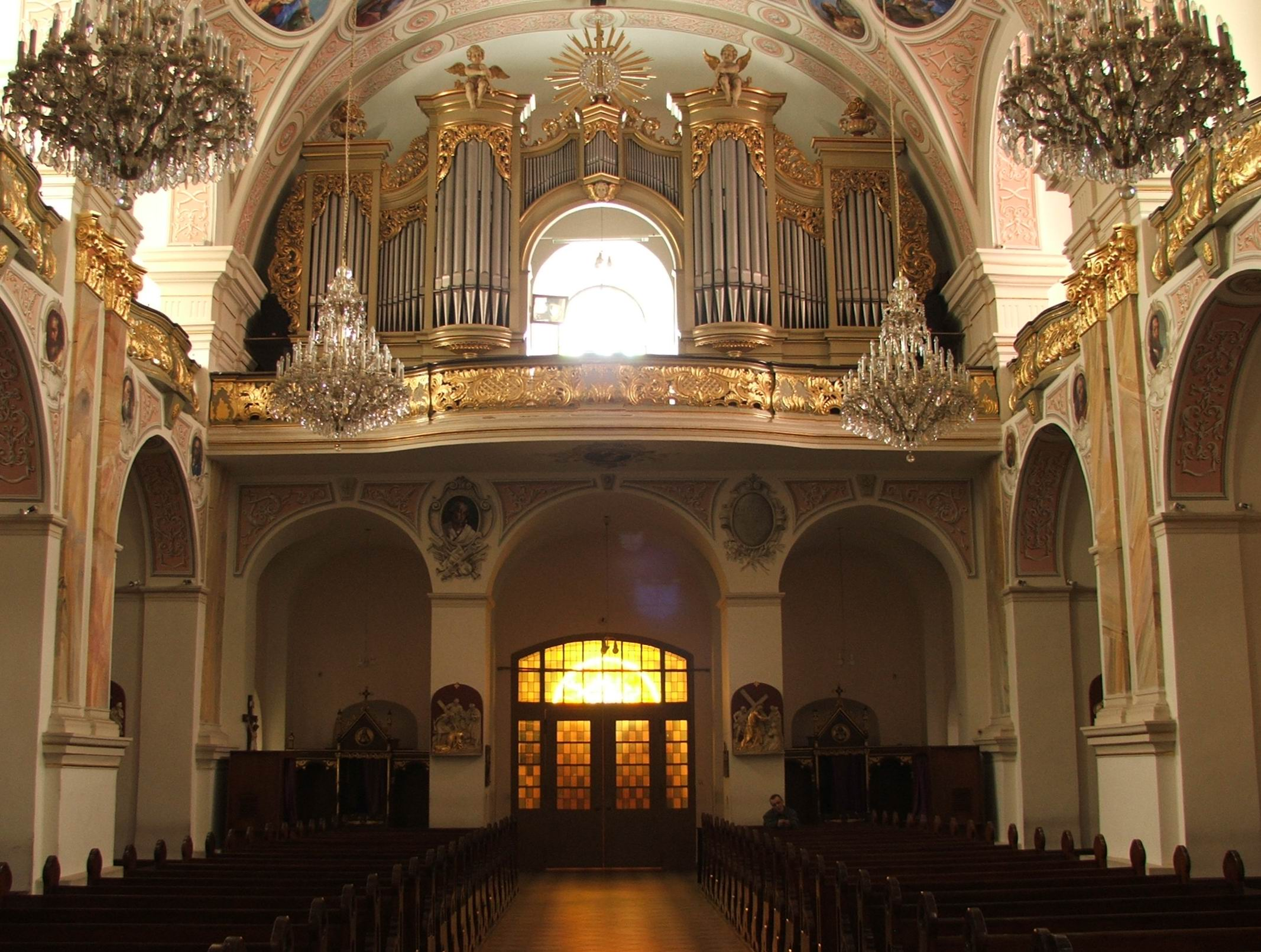
Wnętrze bazyliki mniejszej z widokiem na chór

W 1928 w bazylice zostały zbudowane przez firmę Paula Berschdorfa z Nysy 41-głosowe organy. Organy te zostały zaprojektowane jako instrument 3-manuaowy, jednakże ze względu na trudności finansowe instrument został oddany niedokończony z kontuarem tymczasowym, który pozostał na stałe. Głosy trzeciego manuału miały zostać umieszczone nad kontuarem. Obecnie znajduje się tam tylko atrapa piszczałek – widoczny na zdjęciach łącznik pomiędzy szafami organowymi I i II manuału.
Instrument jest zbudowany w romantycznej estetyce brzmieniowej, jednak ze względu na rodzącą się w tamtych czasach tendencję do budowy organów neobarokowych, instrument posiada także głosy barokowe. To, że w romantycznych organach dodano głosy barokowe powoduje, iż instrument jest bardzo wszechstronny – można bez problemu z rejestracją wykonywać praktycznie każdy rodzaj muzyki.
W organach jest 5 głosów językowych – Trompete 8' i Fagott 16' (przelotowy) na I manuale, Trompete 8', Clarinette 8' (kryjący) na II manuale i Posaune 16' w pedale. Poza tym w organach znajduje się stosunkowo rzadki głos Sesquialter 2fach typu pryncypałowego. Właśnie ten głos był ulubionym głosem chorałowym Jana Sebastiana Bacha.
Rzeczywista liczba głosów w organach to 38, ponieważ do budowy par głosów Bordun 16' – Zartbass 16', Hohlfloete 8' – Bassfloete 8', Octave 4'  (I man) – Octave 4'  (pedał) użyto tych samych piszczałek, różnicując jedynie lekko ciśnienie w zależności, którym registrem dany chór został włączony (tzw. transmisje). W prospekcie znajduje się głos Prynzipal 16'
Organy posiadają dwa manuały, których głosy są rozdzielone pomiędzy dwie szafy organowe. Między szafami znajduje się kontuar. Całe organy posiadają system pneumatyczny zarówno w trakturze gry jak i w trakturze rejestrowej. Na manuałach zastosowano wiatrownice systemu ssącego, zaś w pedale stożkowy system wiatrownic.
Instrument mimo zaledwie 41 głosów jest dużo głośniejszy i masywniejszy w brzmieniu, niż by na to wskazywała dyspozycja. Jest tak za sprawą kombinacji oktawowych – obydwa manuały można połączyć w systemie II/I, jak też I/I i II/II kombinacją unter- i oberoctav Koppel.
W latach 90. XX wieku,  instrument przeszedł gruntowny remont, podczas którego do organów dobudowano Glockenspiel (dzwony wiszące) i połączono go elektrycznie do systemu pneumatycznych przekaźników z pierwszego manuału.